# Rumunia na Letnich Igrzyskach Olimpijskich 2004
Rumunię na Letnich Igrzyskach Olimpijskich 2004 w Atenach reprezentowało 108 zawodników, w tym 58 kobiet w 16 dyscyplinach. Najmłodszym zawodnikiem była Dana Şofronie (16 lat). Najstarszym był Viorel Bubă (43 lata). Były to 18. Letnie Igrzyska w jakich brała udział Rumunia.

## Zdobyte medale

### Złoto
| Zawodnik | Dyscyplina sportowa | Konkurencja             |
| --- | ------------------- | ----------------------- |
| Oana Ban Alexandra Georgiana Eremia Cătălina Ponor Monica Roșu Nicoleta Daniela Șofronie Silvia Stroescu            | Gimnastyka          | wielobój drużynowo      |
| Monica Roșu | Gimnastyka          | skoki przez konia       |
| Cătălina Ponor | Gimnastyka          | ćwiczenia na równoważni |
| Cătălina Ponor | Gimnastyka          | ćwiczenia wolne         |
| Constanța Burcică Angela Alupei                                                                                     | Wioślarstwo         | dwójka bez sternika     |
| Rodica Florea Aurica Barascu Ioana Papuc Liliana Gafencu Elisabeta Lipă Georgeta Damian Doina Ignat Elena Georgescu | Wioślarstwo         | ósemka                  |
| Georgeta Damian Viorica Susanu                                                                                      | Wioślarstwo         | dwójka bez sternika     |

### Srebro
| Zawodnik                  | Dyscyplina sportowa | Konkurencja                 |
| ------------------------- | ------------------- | --------------------------- |
| Marian Oprea              | Lekkoatletyka       | trójskok                    |
| Ionela Târlea-Manolache   | Lekkoatletyka       | 400 m przez płotki          |
| Marian Drăgulescu         | Gimnastyka          | ćwiczenia wolne             |
| Marius Daniel Urzică      | Gimnastyka          | ćwiczenia na koniu z łękami |
| Nicoleta Daniela Șofronie | Gimnastyka          | ćwiczenia wolne             |

### Brąz
| Zawodnik                                                                                               | Dyscyplina sportowa | Konkurencja                       |
| --- | ------------------- | --------------------------------- |
| Maria Cioncan                                                                                          | Lekkoatletyka       | bieg na 1500 m                    |
| Ionuț Gheorghe                                                                                         | Boks                | Waga lekkopółśrednia (do 64 kg)   |
| Marian Drăgulescu Ilie Popescu Dan Nicolae Potra Răzvan Selariu Ioan Silviu Suciu Marius Daniel Urzică | Gimnastyka          | wielobój drużynowo                |
| Marian Drăgulescu                                                                                      | Gimnastyka          | skoki przez konia                 |
| Alexandra Georgina Eremia                                                                              | Gimnastyka          | ćwiczenia na równoważni           |
| Răzvan Florea                                                                                          | Pływanie            | 200 m stylem grzbietowym mężczyzn |